# John Baillie (Eisenbahningenieur)
John Baillie (* 10. Mai 1806 in Newcastle upon Tyne; † 29. Oktober 1859 in Wien) war ein Maschinenbau-Ingenieur.

## Leben
Baillie kam 1836 mit den bei George Stephenson bestellten Lokomotiven zur Kaiser Ferdinands-Nordbahn (KFNB) und schulte das österreichische Personal der KFNB auf den Lokomotiven ein.
1839 gründete er die Nordbahnwerkstätte in Floridsdorf. 1841 nahm er eine Stelle bei Emil Keßler in Karlsruhe an. 1845 wechselte er zur Ungarischen Zentralbahn. 1846 erfand er die nach ihm benannte Bailliesche Schneckenfeder zum Einbau in Puffern von Schienenfahrzeugen.
| Personendaten    | Personendaten                                |
| ---------------- | -------------------------------------------- |
| NAME             | Baillie, John                                |
| KURZBESCHREIBUNG | englisch-österreichischer Eisenbahningenieur |
| GEBURTSDATUM     | 10. Mai 1806                                 |
| GEBURTSORT       | Newcastle upon Tyne                          |
| STERBEDATUM      | 29. Oktober 1859                             |
| STERBEORT        | Wien                                         |